# Greg Osby
Greg Osby est un saxophoniste américain de jazz né le 3 août 1960 à Saint-Louis (Missouri).

## Biographie
Greg Osby commence sa carrière professionnelle en 1975, après trois ans de cours particuliers de clarinette, flûte et saxophone alto. 
Au lycée il s'investit dans les groupes de blues et de jazz.
En 1978, Osby étudie le jazz à l'université Howard à Washington. Puis, de 1980 à 1983 il étudie au Berklee College of Music.
Il s'installe ensuite à New York, où il devient rapidement un sideman demandé auprès, entre autres, de Herbie Hancock, Dizzy Gillespie ou Jim Hall. En 1985, il joue avec Jack DeJohnette dans le groupe « Special Edition ».
En 1987, il sort son premier album en tant que leader, Sound Theatre, chez JMT, avec qui il signera quatre albums, avant de partir chez Blue Note en 1990.
En 2008, après 15 ans passés chez Blue Note, il fonde son propre label, Inner Circle Music.
Il fait notamment partie du collectif M-BASE de Steve Coleman, dans lequel il alterne entre l'alto et le soprano.

## Discographie en tant que leader
| Titre                         | Année | Label              |
| ----------------------------- | ----- | ------------------ |
| 9 Levels                      | 2008  | Inner Circle Music |
| Channel Three                 | 2005  | Blue Note          |
| Public                        | 2004  | Blue Note          |
| St Louis Shoes                | 2003  | Blue Note          |
| Inner Circle                  | 2002  | Blue Note          |
| Symbols Of Light (A Solution) | 2001  | Blue Note          |
| The Invisible Hand            | 2000  | Blue Note          |
| Banned In New York            | 1998  | Blue Note          |
| Zero                          | 1998  | Blue Note          |
| Further Ado                   | 1997  | Blue Note          |
| Art Forum                     | 1996  | Blue Note          |
| Black Book                    | 1995  | Blue Note          |
| 3-D Lifestyles                | 1993  | Blue Note          |
| Man-Talk For Moderns Vol. X   | 1991  | Blue Note          |
| Season Of Renewal             | 1990  | JMT                |
| Mindgames                     | 1988  | JMT                |
| Sound Theatre                 | 1987  | JMT                |